# Akysis vespa
Akysis vespa är en fiskart som beskrevs av Ng och Maurice Kottelat 2004. Akysis vespa ingår i släktet Akysis och familjen Akysidae. IUCN kategoriserar arten globalt som otillräckligt studerad. Inga underarter finns listade i Catalogue of Life.